# Chaglam et Chaffreux
Chaffreux est une des 721 espèces de Pokémon connues à ce jour. Il apparaît dans tous les jeux depuis Pokémon Diamant et Perle. Sauf dans Pokémon épée et bouclier qui ont fait l'exception

## Description
Chaglam évolue en Chaffreux au niveau 38. Quand il évolue, Chaffreux peut apprendre Vantardise.

### Chaffreux
Chaffreux est un chat très imposant, de couleur grise et blanche avec les oreilles garnies de violet aux pointes. Possédant un corps et des pattes trapues, il est cependant très rapide. Les spécimens chromatiques sont fuchsia et blancs avec des oreilles aux pointes bleu marine.
Voleur par nature, il dérobe brutalement les nids des autres, en les attaquant de ses puissantes griffes, aux cicatrices définitives. Pour paraître encore plus imposant, il se ceinture de ses queues.
Isograisse divise par deux les dégâts encaissés par des attaques Feu et Glace. Tempo Perso immunise le Pokémon contre la confusion. Et Acharné, dans le Monde des Rêves uniquement, augmente beaucoup l'attaque quand les stats baissent.Chaffreux est la forme évolué de chaglam.

## Apparitions

### Jeux vidéo
Chaglam et Chaffreux apparaissent dans série de jeux vidéo Pokémon. D'abord en japonais, puis traduits en plusieurs autres langues, ces jeux ont été vendus à plus de 200 millions d'exemplaires à travers le monde.

### Série télévisée et films
La série télévisée Pokémon ainsi que les films sont des aventures séparées de la plupart des autres versions de Pokémon et mettent en scène Sacha en tant que personnage principal. Sacha et ses compagnons voyagent à travers le monde Pokémon en combattant d'autres dresseurs Pokémon. Mars, un des quatre commandants de la Team Galaxie, possède un Chaffreux.